# 김은하
김은하(金殷夏, 1923년 7월 24일 ~ 2003년 4월 20일) 인천 출신 대한민국 정치인이다. 제6,7,8,9,10,11대 국회의원을 역임하였다.

## 학력
- 인천창영초등학교 졸업
- 동산중학교 졸업
- 동산고등학교 졸업
- 동국대학교 정치과 졸업

## 약력
- 전국학생총연맹서울특별시연맹위원장
- 동양통신 경기도 지사장
- 초대인천시의원
- 경기도인천체육회이사장
- 민정당경기도지부부위원장
- 민중당경기제2지구당위원장
- 신민당교통체신위원장
- 신민당정무위원 및 정치훈련원장
- 신민당원내총무
- 민한당창당주비위원장
- 민한당부총재
- 국회부의장

## 역대 선거 결과
|  | 15.07% |

|  | 20.10% |

|  | 37.30% |

|  | 45.85% |

|  | 59.41% |

|  | 42.30% |

|  | 34.90% |

|  | 30.78% |

|  | 21.98% |